# Ligamento de Lisfranc
El ligamento de Lisfranc es un ligamento que conecta la base de la primera cuña con la base del segundo metatarsiano. En el 20% de las personas se dan dos bandas en este ligamento (dorsal y plantar). Su daño o ruptura produce la fractura o luxación de Lisfranc.

## Epónimo
Tanto el ligamento como la fractura reciben su nombre del cirujano de los ejércitos napoleónicos Jacques Lisfranc de St. Martin.